# 実相寺 (佐渡市)
実相寺（じっそうじ）は、新潟県佐渡市市野沢にある日蓮宗の寺院。山号は御松山。思親の旧跡として日蓮宗宗門史跡に指定され境内には郷里の両親をしのび朝日を拝む思親の日蓮聖人像がある。文永10年（1273年）7月15日に起きた星下りの奇瑞で知られる。旧本山は身延山久遠寺、通師法縁。

## 歴史
- 文永9年（1272年）創建。

## 文化財等
- 翁三番叟絵扁額（新潟県指定文化財）
- 三十六歌仙絵扁額（新潟県指定文化財）
- 仁王像（佐渡市指定文化財）
- 普門品註画（佐渡市指定文化財）
- 三光の杉（佐渡市天然記念物）

## 境内
- 本堂
- 日蓮聖人像（昭和53年（1978年）建立）

## 歴代
- 松永坊日心

## 交通アクセス
国中平野の北縁に立地する。
公共交通
- 新潟交通佐渡 本線「長木」バス停より徒歩約15分

## 周辺の観光名所
- 正法寺　本堂、観音堂、山門は登録有形文化財。
- 妙照寺
- 本光寺

## 参考資料
- 日蓮宗寺院大鑑編集委員会『宗祖第七百遠忌記念出版 日蓮宗寺院大鑑』大本山池上本門寺 (1981年)
- 市川智康『日蓮上人の歩まれた道』水書房